# Вале-де-Торну
Вале-де-Торну (порт. Vale de Torno)  —  населённый пункт и район в Португалии,  входит в округ Браганса. Является составной частью муниципалитета  Вила-Флор. По старому административному делению входил в провинцию Траз-уж-Монтиш и Алту-Дору. Входит в экономико-статистический  субрегион Доуру, который входит в Северный регион. Население составляет 309 человек на 2001 год. Занимает площадь 13,75 км².